# Saint-Vincent-de-Lamontjoie
Saint-Vincent-de-Lamontjoie település Franciaországban, Lot-et-Garonne megyében. Lakosainak száma 226 fő (2022. január 1.). Saint-Vincent-de-Lamontjoie Laplume, Lamontjoie, Nomdieu és Saumont községekkel határos.

## Népesség
A település népessége az elmúlt években az alábbi módon változott:
| Lakosok száma | 277  | 216  | 189  | 235  | 257  | 259  | 245  | 233  | 231  | 226  |
|               | 1968 | 1982 | 1990 | 2006 | 2013 | 2015 | 2017 | 2019 | 2020 | 2022 |